# Liste der Monuments historiques in La Possonnière
Die Liste der Monuments historiques in La Possonnière führt die Monuments historiques in der französischen Gemeinde La Possonnière auf.

## Liste der Bauwerke
| Bezeichnung                   | Beschreibung                                      | Standort | Kennzeichnung | Schutzstatus | Datum | Bild |
| ----------------------------- | ------------------------------------------------- | -------- | ------------- | ------------ | ----- | ---- |
| Windmühle: Moulin de la Roche | Erbaut in der zweiten Hälfte des 17. Jahrhunderts | (Lage)   | PA00109232    | Inscrit      | 1977  |      |

## Liste der Objekte
- Monuments historiques (Objekte) in La Possonnière in der Base Palissy des französischen Kultusministeriums